# Metasepia pfefferi
Metasepia pfefferi е вид главоного от семейство Sepiidae.

## Разпространение и местообитание
Видът е разпространен в Австралия (Западна Австралия, Куинсланд и Северна територия) и Папуа Нова Гвинея.
Обитава крайбрежията и пясъчните и скалисти дъна на океани, морета и рифове в райони с тропически климат. Среща се на дълбочина от 10,5 до 94,7 m, при температура на водата от 23,6 до 26,7 °C и соленост 34,4 – 35,5 ‰.